# Samira Sabou

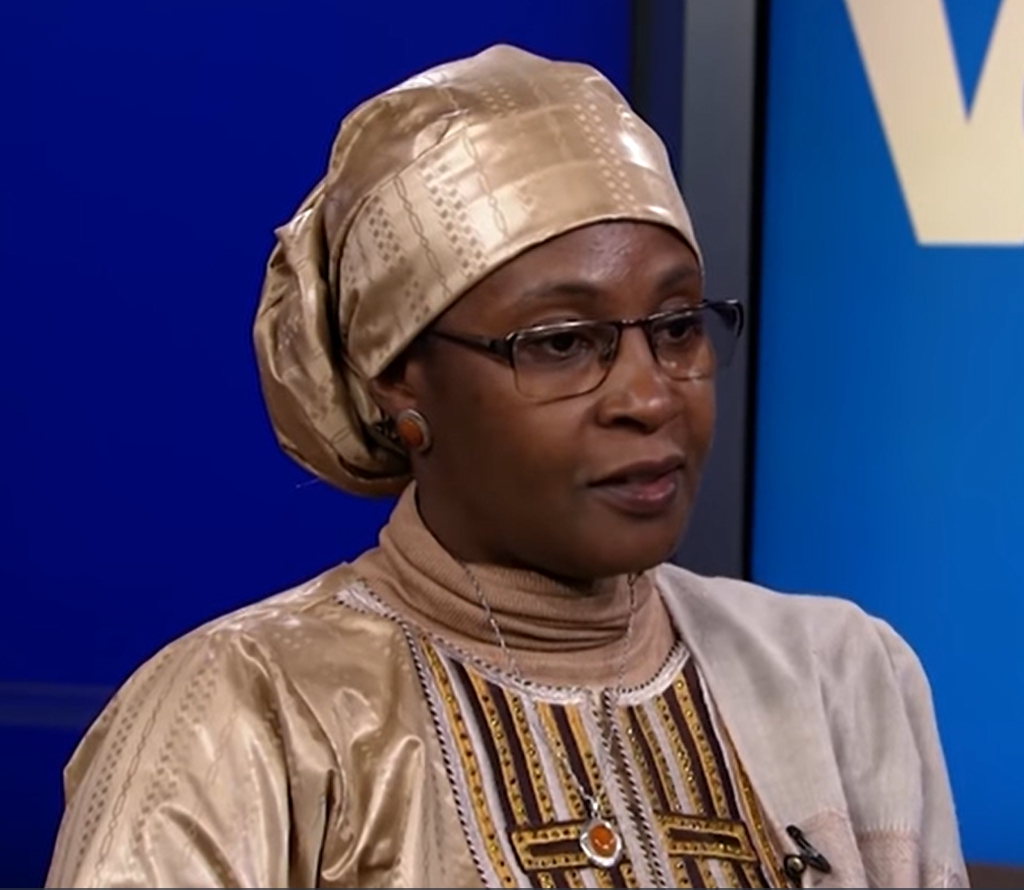
Samira Sabou (2024)

Samira Sabou (geb. 1981 in Niamey) ist eine nigrische Journalistin und Bloggerin. Sie ist Gründerin der Website Mides-Niger, die sich mit ökonomischen und sozialen Entwicklungen beschäftigt, und Präsidentin der Association of Bloggers for Active Citizenship. Samira Sabou wurde mehrfach von nigrischen Regierungsstellen wegen ihrer Berichterstattung über staatliche Korruption verhaftet und strafrechtlich verfolgt.

## Herkunft und Ausbildung
Samira Sabou kam 1981 in der nigrischen Hauptstadt Niamey zur Welt. Teile ihrer Kindheit verbrachte sie im kanadischen Montreal, wo sie auch die Schule besuchte. Anfang der 2010er Jahre kehrte sie nach Niger zurück, studierte am Institut de Formation aux Techniques de l'Information et de la Communication (IFTIC) in Niamey und schloss als Klassenbeste ab.

## Journalismus

### ONEP
Nach ihrem Abschluss arbeitete Sabou als Journalistin für das Office National d'Édition et de Press (ONEP) zu arbeiten, eine staatliche Regierungsagentur, die zwei der größten Zeitungen in Niger, Le Sahel und Sahel Dimanche, herausgibt. Sie wurde 2017 vom ONEP entlassen, vier Tage nachdem sie ein Foto in den sozialen Medien veröffentlicht hatte, auf dem sie eine Pose des damaligen nigrischen Präsidenten Mahamadou Issoufou, in der er mit gekreuzten Beinen auf zwei Stühlen stand, für die australische Zeitung The Australian nachahmte. ONEP bestritt öffentlich Sabous Behauptung, sie sei gefeuert worden, weil sie den Präsidenten parodiert habe, und erklärte, man habe das Foto nur deshalb löschen lassen, weil es in den ONEP-Büros aufgenommen worden sei. Ihre Entlassung sei auf „unangemessenes Verhalten im Einsatz“ zurückzuführen. Viele Nutzer sozialer Medien unterstützten Sabou öffentlich, indem sie Fotos teilten, auf denen sie Issoufous Pose nachahmten.

### Social Media, Blog und Aktivismus
Nach ihrer Entlassung verwandelte Sabou ihre persönliche Facebook-Seite in einen Newsfeed, auf dem sie über lokale Nachrichten berichtete und Faktenchecks zu Berichten und Maßnahmen der Regierung lieferte. Im Oktober 2023 hatte Sabous Facebook-Seite 293.000 Follower.
Sabou gründete auch Mides-Niger (Magazine d'Information sur le Développement Economique et Social), in dem sie Informationen und Berichte über die wirtschaftliche und soziale Entwicklung in Niger liefert.
Daneben ist Sabou Präsidentin der Association des Blogueurs pour la Citoyenneté Active (ACBA), die sich für eine stärkere öffentliche Rolle von Frauen in der nigrischen Gesellschaft und Kultur einsetzt. Dazu gehört auch die Schulung von Journalistinnen über die Verbreitung von Informationen in sozialen Medien angesichts des nigrischen Cybercrime-Gesetzes von 2019, das die Meinungsfreiheit im Land stark einschränkt. Über ACBA setzte sich Sabou auch für Meinungsfreiheit und gegen Kinderheirat eingesetzt.

## Verhaftungen und Anklagen

### 2020 Verleumdungsprozess
Im Juni 2020 berichtete Sabou über angebliche Korruption innerhalb des Verteidigungsministeriums, bei der es um überhöhte Rechnungen und falsche Verträge im Zusammenhang mit militärischer Ausrüstung ging. In einem Kommentar eines Dritten zu dem Artikel wurde eine Verbindung zwischen den Berichten und dem Sohn von Präsident Issoufou, dem stellvertretenden Generalstabschef Mahamane Sani Mahamadou, hergestellt. Mahamadou zeigte daraufhin Sabou wegen Verleumdung an und behauptete, er sei zu Unrecht in den Fall verwickelt worden.
Sabou, die zu diesem Zeitpunkt schwanger war, wurde verhaftet und 48 Tage lang festgehalten, bevor sie freigelassen wurde. Während ihrer Inhaftierung setzte sich Amnesty International für ihre Freilassung ein, bezeichnete ihre journalistischen Ermittlungen als „rechtmäßig“ und nannte die Verleumdungsklage ein „Manöver“, um die Arbeit von Sabou und anderen Anti-Korruptions-Aktivisten in Niger zu untergraben. Sabou war die erste Person, die nach dem restriktiven nigrischen Gesetz gegen Internetkriminalität angeklagt wurde, das im Jahr zuvor verabschiedet worden war.
Bei Sabous Gerichtsverhandlung im Juli 2023 beantragte die Staatsanwaltschaft, Sabou zu einer Haftstrafe von einem Monat und einer Woche zu verurteilen. Schließlich wurde Sabou jedoch für nicht schuldig befunden und die Anklage gegen sie fallen gelassen.

### 2022 Verleumdungsprozess
Im Januar 2022 teilten Sabou und ihr Journalistenkollege Moussa Aksar in den sozialen Medien einen Bericht der Globalen Initiative gegen transnationale organisierte Kriminalität über den Drogenhandel in Niger. Kurz darauf wurden beide verhaftet und nach einer Beschwerde gegen die Regierung des neuen Präsidenten von Niger, Mohamed Bazoum, wegen „Verleumdung mittels elektronischer Kommunikation“ angeklagt und zu einer Geldstrafe und einer einmonatigen Gefängnisstrafe auf Bewährung verurteilt.
Sabou legte gegen ihre Verurteilung Berufung ein und wiederholte die Forderung des Komitee zum Schutz von Journalisten (CPJ), das nigrische Gesetz über Cyberkriminalität von 2019 zu reformieren, das nach Angaben des CPJ dazu benutzt wurde, regierungskritische Journalisten zu verfolgen.

### 2023 Vorwurf der Agententätigkeit
Nach dem Militärputsch in Niger im Juli 2023, bei dem die Regierung von der Präsidentengarde gestürzt und durch den Nationalen Rat für den Schutz des Vaterlandes, eine Militärjunta, ersetzt wurde, berichtete Sabou, dass sie Morddrohungen von Anhängern des neuen Regimes erhalten habe, die sie als Gegnerin der Machtübernahme und als unpatriotisch bezeichneten. Daraufhin erstattete sie Strafanzeige wegen der Drohungen und Schikanen.
Im September 2023 gab Sabou ein Dokument weiter, in dem sie über die Standorte von Zonenkommandeuren in Niger berichtete; wenige Tage später wurde sie im Haus ihrer Mutter von nicht identifizierten Männern in Zivilkleidung festgenommen. Tagelang wussten ihre Familie und ihr Anwalt nicht, wo Sabou festgehalten wurde. Die internationalen Menschenrechtsorganisationen Amnesty International und Reporter ohne Grenzen gaben beide Erklärungen ab, in denen sie ihre Besorgnis über Sabous Verschwinden zum Ausdruck brachten und ihre sofortige Freilassung forderten. Ihr Anwalt, Ould Salem Saïd, reichte gleichzeitig eine Strafanzeige ein, in der er den Vorwurf erhob, Sabou sei von staatlichen Sicherheitskräften entführt und willkürlich festgehalten worden. Die Kriminalpolizei von Niamey bestritt zunächst, sie verhaftet zu haben, gestattete jedoch am 7. Oktober, dass ihr Ehemann und ihr Anwalt sie besuchen konnten.
Am 11. Oktober 2023 wurde Sabou vorläufig freigelassen, nachdem sie wegen „Lieferung von nachrichtendienstlichen Informationen an eine ausländische Macht“ und „Verbreitung von Daten, die die öffentliche Ordnung stören könnten“ angeklagt worden war. Front Line Defenders verurteilte die Regierung für das juristische Vorgehen gegen Sabou und erklärte, die Anklagen richteten sich gegen ihre „legitime und friedliche“ Arbeit im Bereich der Menschenrechte, mit der sie die herrschende Junta kritisiert.

## Auszeichnungen
- 2021: Freedom of Expression Award von Index on Censorship[5]
- 2024: International Press Freedom Award des Komitee zum Schutz von Journalisten (CPJ)[16]

## Privatleben
Samira Sabou ist mit Abdoulaker Nouhou verheiratet.